# Umberto Alberici
Umberto Alberici (Milano, 12 gennaio 1905 – Milano, 26 dicembre 1997) è stato un notaio e politico italiano, deputato del Regno d'Italia.
Umberto Alberici, laureatosi in giurisprudenza presso l'Università degli Studi di Bologna, divenne noto per aver svolto la professione notarile per la famiglia Savoia e per Benito Mussolini.
Nel 1934 entrò a far parte della Camera dei Deputati del Regno.
Suo padre, Pietro Alberici, fu senatore del Regno, magistrato e, dal 1929 al 1933, presidente della Corte d'Appello di Milano.